# James Folsom, Sr.
Pour les articles homonymes, voir James Folsom.
James Folsom Sr., né le 9 octobre 1908 et mort le 21 novembre 1987, est un homme politique démocrate américain. Il est gouverneur de l'Alabama entre 1947 et 1951, puis entre 1955 et 1959.

## Biographie
Il est le père de James Folsom Jr., également gouverneur, dans les années 1990.